# Kyogre
Kyogre (japanski: カイオーガ Kyogre) jedan je od 1025 fiktivnih vrsta Pokémona iz medijske franšize Pokémon, skupa Pokémon videoigara, animiranih serija, manga stripova, knjiga, igraćih karata i drugih medija kojima je tvorac Satoshi Tajiri. Svrha je {{{ime gen}}} u videoigrama, animiranoj seriji i manga stripovima, kao i svrha ostalih Pokémona, borba s divljim Pokémonima – neukroćenim stvorenjima koje igrači i likovi pronalaze dok kreću na razne avanture – i pripitomljenim Pokémonima drugih Pokémon trenera.

## Općenito
Kyogre je jedan od legendarnih Pokemona. On je jedan od članova Vremenske trojke (engleski: Weather trio). Pored njega su to još Groudon i Rayquaza.
Vodeni je Pokemon. Posjeduje sposobnost širenja oceana. Oko toga postoji i legenda: Kyogre, onaj koji širi oceane, i Groudon, onaj koji širi kopna, su u stalnom sukobu, još od antičkog perioda. Rayquaza, vladar neba, je taj koji ih smiruje.
U videoigrama Kyogre se pojavljuje u trećoj generaciji. Također je na naslovnici jednih od triju kutija treće generacije: Pokémon Sapphire.

## Psihološke karakteristike
Ima velika peraja ili "krila". Tamnoplave je boje, brada mu je bijela i nanjoj se nalaze 2 šiljka, po jedan sa svake strane. Na krilima mu se nalaze oznake koje ka vrhovima peraja prelaze u slovo ˝A˝. Posjeduje dva peraja na leđima s dvije trake, koje prolaze vodoravno iza peraja. Rep izgleda lepršav s 4 trake, unutrašnje su manje od vanjskih. U ustima su mu smješteni oštri trokutasti zubi.

## Spolne razlike
Kyogre spada u grupu Bespolnih Pokemona.

## U animiranom crtiću
Kyogre se prvi put pojavljuje u epizodi Gaining Groudon (Kontrola nad Groudonom). Tim Magma je ulovio Kyogrea, ali ne posjeduju odgovarajuću Poke-Loptu da bi ga kontrolirali. S druge strane Tim Aqua je ulovio Groudona. Oba tima se dogovaraju da zamijene Pokemone. Međutim Archie, šef Aque, odlučuje upotrijebit Kyogrea da uništi sve i svakog, pa čak i svoje ljude.
Bitka između Kyogrea i Groudona se odvije u sljedećoj epizodi, The Scuffle of Legends (Sudar legendi).
Kyogre se također pojavljuje u filmu Pokémon Ranger and the Temple of the Sea ( Pokemon Ranger i Hram Mora), baš na vrijeme za posljednju bitku.
Kyogre se pojavljuje i u uvodnom dijelu filmova: The Rise of Darkrai (Uspon Darkraia) i Giratina and the Sky Warrior (Giratina i Nebeski Ratnik).

## Tehnike
| Prirodne tehnike                | Prirodne tehnike | Prirodne tehnike |
| ------------------------------- | ---------------- | ---------------- |
| Tehnika                         | Vrsta tehnike    | Razina           |
| Water Pulse (Vodeni Puls)       | Vodeni           | 1                |
| Scary Face (Grimasa)            | Normalni         | 5                |
| Ancient Power (Drevna Moć)      | Kameni           | 15               |
| Body Slam (Udar Tijelom)        | Normalni         | 20               |
| Calm Mind (Umiravajuća pomisao) | Psihički         | 30               |
| Ice Beam (Ledena Zraka)         | Ledeni           | 35               |
| Hydro Pump (Hidro Pumpa)        | Vodeni           | 45               |
| Rest (Oporavak)                 | Psihički         | 50               |
| Sheer Cold (Čista Hladnoća)     | Ledeni           | 60               |
| Double-Edge (Dvostruka Oštrica) | Normalni         | 65               |
| Aqua Tail (Vodeni Rep)          | Vodeni           | 75               |
| Water Squirt (Vodeni Mlaz)      | Vodeni           | 80               |

## Statistike
| HP:      | 100 |  |
| Attack:  | 100 |  |
| Defense: | 90  |  |
| SpAtk:   | 150 |  |
| SpDef:   | 140 |  |
| Speed:   | 90  |  |

Statistika Special korištena je samo tijekom prve generacije; kasnije je podijeljenja na Special Attack i Special Defense statistike.